# 魔王 JUVENILE REMIX
『魔王 JUVENILE REMIX』（まおう ジュブナイル リミックス）は、2007年27号から2009年30号まで週刊少年サンデーで連載された漫画作品。原作は伊坂幸太郎、漫画は大須賀めぐみ。英語版タイトルは「MAOH JUVENILE REMIX」。

## 概要
伊坂幸太郎の小説『魔王』を少年漫画向けに大幅にアレンジし、さらに伊坂の小説『グラスホッパー』を絡めつつ物語が進行する。
小学館の雑誌で連載されているにもかかわらず、原作が他出版社の小説（『魔王』は講談社、『グラスホッパー』は角川書店）という珍しい作品でもある。作中には両原作はもとより、他の伊坂作品を連想させるイメージやキーワードも頻繁に登場する。漫画になった事について伊坂幸太郎は「ボクの小説がこんなにわくわくする漫画になるとは･････････嬉しい誤算でした。」と語っており、当初はネームに確認をいれていたが早い段階で本作の出来に満足し、大須賀に執筆を完全に委託した。
『ゲッサン』2009年の11月号から本作の登場人物の“蝉”を主人公にしたスピンオフ作品『Waltz』が連載されている。本作の第一章から約4年遡り、蝉と岩西の出会いが描かれている。
連載終了後、本編では描かれなかった番外的な日常エピソードが、同作家次回作『Waltz』『VANILLA FICTION』のキャラクターと共にゲッサンWEBにて公開されている。

## あらすじ
第一章 安藤（1～63話）
高校生の安藤は、幼い頃自分にあると信じていた「他人に自分の思っていることを話させる力」が、単に偶然ではないことに気付く。同時に都心開発計画に揺れる街で、自警団「グラスホッパー」を率いるカリスマ・犬養には裏の顔があることを知り、犬養は正義の味方ではなく魔王なのかもしれないという懸念をたった一人抱くことになる。
民衆の心を惹き付け扇動し「洪水」を起こそうとする犬養。その大きな力に、安藤は自身の小さな能力・腹話術で対決することを決意する。
第二章 潤也（64～98話）
安藤の死から約半年。潤也は兄の死に疑問を持ち、その死の謎を探ろうとする。その際、「令嬢」による事件に巻き込まれてしまう。
「兄が何と闘っていたのか」「どうして死んだのか」を知った潤也は、兄への想いを胸に勢力を集め、犬養との対決を決意する。

## 登場人物

### 主人公
安藤（あんどう）
第一章の主人公。猫田東高校の2年生。下の名前は不明。自分の考えていることを他人に話させる力・「腹話術」を持つ。能力は口に手を当てて発動する（しかし第1話で手を当てずに1度発動している）。口癖は「考えろ」。この口癖の始まりは幼い頃に憧れていたマクガイバーというアメリカドラマのヒーローの口癖から来ている。寅さんや昭和の特撮ものに詳しい。
幼い頃に事故で両親を失っており、弟の潤也と二人暮らし。周囲の出来事を感じなくなるほど物事を深く考え込む考察癖があり、一人言が多い。小学生の頃には、「超能力が使える」と言ったことや、一人言が多いことにより、クラスから疎外され、暗い小学校生活を送っていた。その辛い経験のため、高校生になった現在は、周囲に合わせ自分を偽りながらも平穏に暮らすことを選ぶ。しかし、偶然犬養の裏の顔を知り、犬養は人々を救済し、導く救世主ではなく、「魔王」ではないかと疑問を持つようになる。蝉に殺されかけたことをきっかけに「対決」の意思を持ち始め、変わり始める日常に中で迷い続けるが、とあるファミレスで漫然と生きているだけの老人に遭遇し、その老人や考えることをやめた市民たちのようになりたくないという気持ちが芽生え、平穏や今までの自分を全部捨て「対決」していくことを決意する。
後半では腹話術を最大限に活かす戦い方を見出し、犬養に妄信的な集団を瓦解する方法を見つけるが、それに伴い「副作用」が起きはじめ、徐々に体が蝕まれていく。最期は、満身創痍の体で犬養の演説会場に如何にか駆け付け、犬養に腹話術をかけようとするが、わずかに届かず、副作用のため力尽き死亡。
原作では会社員である。
安藤 潤也（あんどう じゅんや）
第二章の主人公で、安藤の弟。高校1年生。兄とは対照的で楽観的な性格だが、曲がったことが嫌いな行動派でもあり、どんな場面でも周りに流されることはない。
詩織という彼女がいる。安藤（兄）いわく、昔からくじ運がいい。唯一の家族である兄をとても大切に思っている。安藤（兄）が自分を置いて自分の知らないどこかへ行ってしまうのではないかと心配しており、英会話教室が放火された事件の際に兄が危険なことに関わっていることを確信し、その日の帰り道に、お互いどこにも行かないことを約束する。
2章からは、安藤の死の直後からなぜかじゃんけんで勝ち続けるという不思議な力を持つようになる（潤也いわく「兄貴がツイてる（=憑いてる）」）。その能力は「1/10=1」で十分の一までなら確実に当てられる能力。槿（あさがお）によって能力の範囲を調べられた後に、競馬によってその能力を確信する。
兄の死の真相について疑問を持ち調べ、犬養との「対決」を決意する。兄とは対照的に、たがが外れてしまった膨れ上がる感情のまま、思い悩まず自らの直感の示すままに行動していく。その行動は次第に狂気を帯びていき、兄の想いを継ぐことと周囲の人々を守るためなら手段を選ばない「魔王」とも呼べる行動をおこす。能力で得た資金で殺し屋達を雇い＜令嬢＞を壊滅させるが、後に兄の真意を知る。
10年後、詩織と結婚し、仙台に住み、環境調査の仕事をしている。そして、首相になった犬養の演説を、雇った健太郎、孝次郎に地震を起こさせて妨害をする。
原作では兄と詩織ともども同棲している。高校卒業後アルバイトを転々としていたが、兄の死後は環境調査の会社に勤める。『魔王』から50年後の世界を描いた伊坂幸太郎の小説『モダンタイムス』ではすでに故人。生前は「安藤商会」を作り、人のためになる金の使い方を模索していた。

### 猫田東高校
島（しま）
安藤の友達。下ネタ（特に乳）が大好き。雑誌の袋とじの開け方がうまいと評判。安藤が学校内で孤立してからも友達として接した数少ない人物。
第二部からはドゥーチェのアルバイトをしている。また、グラスホッパーに憧れており入団している。「令嬢」に「マスターを潤也と共に殺害した」と誤解され拉致、潤也の居場所を割らせるために爪をはがされる等の拷問を受け殺害された。
原作では、安藤の大学時代の友人。
詩織（しおり）
潤也の彼女。高校1年生。安藤兄弟と同じ高校。おっとりマイペース。制服のボタンを凄まじくかけ違ったり、左右別々の柄の靴下を履いてしまったりするほどの天然ボケ。潤也と仲が良く喧嘩したことがない。何かの委員会に所属している模様。潤也の関係者として、「令嬢」の狩りの対象にされてしまう。 10年後は、潤也と結婚し仙台に住んでいる。
『魔王』から50年後の世界を描いた伊坂幸太郎の小説『モダンタイムス』では、岩手高原で暮らしていたことが明らかになった。潤也を訪ねてきた主人公・渡辺に潤也のことを話す。
満智子（まちこ）
安藤兄弟が所属する新聞部の副部長で先輩。スタイル抜群のグラマー美人で、学校のアイドル的存在。人使いが荒く軽そうな性格に見えるが、人を見抜く力は持っている。スズメバチに受けた傷が元で、学校を休んでいた。
二章では、大学の一年生。新聞部の部員として、副部長の赤堀ととも「令嬢」が販売しているビタミン剤（薬物）のことを調べようとしていたため、狩りの対象にされてしまう。
原作では安藤の同僚。安藤をロックコンサートに連れて行った。
アンダーソン
安藤のクラスに転入してきた留学生で、Mr.アンダーソンと日本人母の息子。フルネームは不明。資産家の家族ではあるが、父親の仕事をさほど快く思ってはおらず、グループの後継者の地位を継ぎたがっていない。夢は日本で英会話教室を開くこと。日本文化には詳しく日本語もペラペラだが諺は微妙に間違える。
「寅さん」が大好きで、同じく寅さんに詳しい安藤と親しくなる。しかし、グラスホッパーとアンダーソングループの争いが原因で、学校でリンチを受けた。さらには、反アンダーソングループの人間に、自身がアルバイトをしていた老夫婦の英会話教室を放火され、自分がいると周りの人間にも危害が及ぶと判断し、街を去る。
第二章では、安藤の死の真相を探るために、アンダーソングループのネットワークを使って独自の調査を行い、安藤の弟・潤也に報告した。詩織達の身の回りの護衛を潤也に任されている。
原作では日本に帰化したアメリカ人。安藤の近所に住んでいて英会話教室を開いている。漫画版と同じく、家が放火されている。
要（かなめ）
#グラスホッパー参照。
平田（ひらた）
新聞部部長。満智子の尻に敷かれている状態。部長であるはずだが、満智子より権限がない。
原作では安藤や満智子の上司。
唐墨（からすみ）
不良グループのリーダー。いじめの相手の要に毒ガスで粛清され、病院送りにされる。後の生死は不明。
蜜代（みつよ）
詩織の友達。詩織とは「蜜代っち」「詩織っち」と呼び合う仲。潤也の関係者として、「令嬢」の狩りの対象にされてしまう。
原作では詩織の同僚。
蜜代の彼氏
髭を生やしている。浮気癖があり度々蜜代に折檻されている。詩織や蜜代とともに、「令嬢」の狩りの対象にされてしまう。
原作では蜜代の夫。

### グラスホッパー
犬養率いる「正義の使者」と称される自警団。取り締まられる側からは「バッタ」とも呼ばれる。中村太郎のような表で活躍するジャケットを着た部隊 と、要のような裏で活動するパーカーに覆面を被った部隊が存在する。
犬養 舜二（いぬかい しゅんじ）
自警団「グラスホッパー」の代表取締役。中性的な容姿をした美形の男。型破りかつ強い意志を感じさせる言動で大衆からはカリスマ的人気を持つが、裏では自身の望む街の改革に邪魔な存在を暴力で排除するという残忍な一面を持つ。「未来は神様のレシピで決まる」という理念を持ち、自分は世界を変える役目をもっていると考え、運命をあるがままに受け入れようとしている。なお、犬養自身はマスターや安藤のように不思議な能力は持っていることは示唆されていない。
第一章時点で本格的な活動を行っており、犬養本人が現れてから猫田市の失踪及び殺人件数は前年の2倍に増えた。安藤を運命の試験紙と例え、自分を止めるのが安藤の役割なのだと考えていた。終盤、グラスホッパー決起集会の会場で安藤との「対決」に勝利する。
第二章では「未来党」を結成し国政にも乗り出している。街頭演説を行っていたところを、令嬢に雇われた殺し屋に狙撃されるが、その際に地震が起きたこともあり、重傷を負うが一命を取り留めた。10年後、三度目の総選挙で勝利し、未来党が政権をとり、首相となる。そして旧猫田スタジアムで再び演説を行うが、潤也によって妨害されてしまう。
原作では国会議員であり、後に首相になっている。安藤との接触はほとんどない。『魔王』から50年後の世界を描いた伊坂幸太郎の小説『モダンタイムス』では政治家をやめ、姿を消していた。しかし、生死は明記されていない。
マスター
喫茶店・ドゥーチェのマスター。喫茶店に似合わぬ人相の悪い男。本名は不明。岩西や鯨といった裏世界のプロとも繋がりがある謎の人物で、自らも50歩以内の距離に存在する空気を固形化し、触手のように自由自在に操る「空気の手」とそれを利用したテレパシー能力を持つ。
犬養の理想とする世界に希望を見出し、彼に協力している。寡黙な印象とは裏腹にかなり激情家な一面があり、安藤の能力を危険視しており、抹殺を進言している。安藤に殺し屋として蝉を差し向けた（結果的にこのことが、安藤に犬養と対決する意思を持たせることになった）。その後、グラスホッパーの決起集会前に安藤を自ら始末しようと追い詰めるも敗れる。しかし決起集会の会場に現れ、犬養を守るためにスズメバチと戦うが、スズメバチの毒と安藤の腹話術により倒れた。
2章ではスズメバチの毒の後遺症から車椅子に乗っている。グラスホッパーの幹部でそちらの仕事が多くなったため、喫茶店にはあまりいない。意思の力で自分に打ち勝ち犬養に迫った安藤のことから、兄の死の真相を探るべく接触してきた潤也を犬養を脅かす者と判断し、独断で始末しようとするも、槿の手にかかりトラックにはねられ即死する。
単行本カバー裏のオマケ漫画では度々ネタキャラにされている。
原作では喫茶店ではなく、バーのマスター。『魔王』から50年後の世界を描いた伊坂幸太郎の小説『モダンタイムス』でも登場し、苗字が緒方であることが判る。
辰美　将至（たつみ まさちか）
マスターと並ぶグラスホッパーの最高幹部で、第2部より猫田市市長を務める。マスターの思想を危険視し、槿に依頼し彼を始末する。その後はマスターに代わって〈令嬢〉と契約するが、彼らの手によって薬物中毒にされてしまい、利用されることとなってしまった。その後、潤也からの情報で辰美の裏切りを知ったスズメバチにより殺害された。
スズメバチ
#殺し屋参照。
中村 太郎（なかむら たろう）
19歳。「グラスホッパー」のメンバーの一人。もとは「キャット」という名のギャング団の2代目リーダーで、ギャングもろとも犬養に叩き潰されるが、犬養の思想に感化されグラスホッパーに入団した。入団したあとは精力的に活動し、たびたび登場している。
10年後、29歳となった彼は犬養の付き人となっている。
要（かなめ）
安藤のクラスメイト。両親は酒屋を営んでいたが、現在は廃業。いつもヘッドホンをつけている絵に描いたようなオタクで、メイドの「メイドリーナ」というキャラクターをこよなく愛し、自室の中も大量の「メイドリーナ」のグッズが置かれている。
学校ではひどくいじめられ、家では経営不振に悩む両親の不仲に嫌気が差し、自殺を試みるが犬養に止められる。その犬養の思想に深く感銘を受け、グラスホッパーに入団し、自分たちをいじめてきた学校の不良たちを粛清している。犬養を自分の「神」とまで言い切り、安藤の言葉にも全く耳を貸さなかった。グラスホッパーに入団してから性格がそれ以前に比べてはるかに傲慢になり、無抵抗のアンダーソンに対して一方的にリンチを加えるなど、非道な行いを繰り返していた。しかし最終的にはその行為が仇となり、アンダーソングランドホテルの料理人の息子を粛清しようとして、隠し持っていたナイフで心臓を刺されるという返り討ちに遭い死亡する。死後、彼の存在はグラスホッパーの宣伝とアンダーソングループの中傷に利用された。
名前の由来は原作『魔王』に登場するサッカー日本代表の中盤の要の田中選手。アメリカ人に刺されて死亡し、人々の反米意識を高めた。

### 殺し屋
蝉（せみ）
ナイフ使いの殺し屋。今時の若者で精神的に幼い部分もあるが、殺人の仕事ぶりはプロで死に関してはドライな考えを持つ。ベラベラとうるさくしゃべる様子が本当に「蝉」のようだと言われている。岩西の下で殺しをしており、自分が岩西の操り人形なのではないかという強迫観念にも近い不安を持っている。
安藤の殺しを請け負い、腹話術に苦戦しながらも圧倒するが殺す直前に依頼がキャンセルされ未遂と終わった。安藤に対し、操り人形になりたくなければ殺しを依頼した人物を突き止めて対決するよう促す。その後、猫田市の市長に雇われて護衛していたが、殺し屋を相手にしていて市長から目を離していた隙に市長が鯨によって自殺させられてしまう。市長を殺した鯨と対峙するが、鯨の両目を見せられて自殺させられかけそうになる。なんとか逃げ出したものの岩西からの携帯が鳴りやまなくなるという幻聴が聞こえるようになってしまったところを、安藤に説得されて、「最高峰の殺し屋」を超えることを岩西に誓い、直後に幻聴が止まる。
２章で潤也に自分が知っている限りの安藤の情報を教え、桃のところへ連れて行く。その後、潤也に依頼され比与子の部下達を殺害する。それと同様に寺原ジュニアの友人3人も殺害する。
スピンオフ『Waltz』では主人公を務める。
原作者・伊坂幸太郎の別の小説『グラスホッパー』の登場人物で表記は「蟬」。名前の由来は、松尾芭蕉の「閑さや 岩にしみ入る 蝉の声」の「蝉」の部分から。
岩西（いわにし）
蝉の上司。原作通りのカマキリのような顔つきで、派手な柄のネクタイとチェーンの付いた眼鏡を着用する不良中年。蝉に殺しの仕事を命じるがその依頼主と理由は伝えない。歌手ジャック・クリスピンの熱狂的ファンで、いつもその言葉の一部を引用する。
初期は主に蝉の携帯にかかってくる声で登場し、本編より先に2巻のカバー裏にて初めて容姿が描かれた。２章では潤也の依頼を引き受け競馬で依頼金を支払わせるが、潤也が報酬を払えなかった場合に備えて潤也の家の土地の権利書を入手していた。潤也に「金は力」と説く。
原作者・伊坂幸太郎の別の小説『グラスホッパー』の登場人物。名前の由来は、松尾芭蕉の「閑さや 岩にしみ入る 蝉の声」の「岩にし」の部分から。
鯨（くじら）
左目に眼帯をしている大男。眼帯を外して両目を見せると、相手は自分の中に抱えている罪悪感や無力感が増幅し生きることに苦痛を感じ自殺してしまうので、「自殺屋」と呼ばれている殺し屋。名前の由来はその「鯨」と思わせる巨体からでもある。愛読書は「罪と罰」でそれ以外の小説は読んだことがない。
マスターの依頼で犬養の障害となる人間を始末している。その「能力」を使い山本みゆき議員や市長を自殺させ、蝉の精神を崩壊させ自害寸前にまで追い込んだ。その後、潤也に雇われ寺原ジュニアの元にも現れ、自殺させる。
原作者・伊坂幸太郎の別の小説『グラスホッパー』の登場人物。
スズメバチ
ゴスロリファッションを着た少女。足技と靴に仕込んだ毒針を駆使する殺し屋。太腿の内側に「スズメバチ」のタトゥーをしている。見た目に似合わず狂気的・性的な言動をすることが多い。ノーパン。
アンダーソングループに雇われ、グラスホッパー狩りをし、犬養の命を狙っていた。グラスホッパーらを狩っている現場を目撃した安藤と満智子を始末しようとしたが、グラスホッパーの罠にはまり捕まってしまう。その後、グラスホッパーの団員となって犬養に近づき決起集会で命を狙うが、マスターに再び邪魔される。
二章では正式にグラスホッパーの団員になって犬養を「王様」と呼んで絶対の忠誠を持つようになっており、身の回りの世話やボディーガードをしている。潤也からの情報で辰美の裏切りを知り、辰美を殺害した。その際潤也が令嬢を壊滅させたことを知り、彼を危険視する。
スピンオフ『Waltz』でも岩西からの依頼で幼いながらもチクタクを壊滅状態へ追いやる活躍を見せた。
原作者・伊坂幸太郎の別の小説『グラスホッパー』に同名の殺し屋が登場するが、男女の2人組であり毒は使うものの格闘は行っていない。
二人組の殺し屋
アンダーソングループに雇われ、猫田市市長を殺しに来た二人組の殺し屋。一人は白服でマスクをした柴犬みたいな男（容姿から柴と思われる）、もう一人は黒服で腰にチェーンを巻いた土佐犬みたいな男（容姿から土佐と思われる）で蝉と同じナイフ使い。蝉に自分達の価値やこの業界に身を置いている理由を語った。二人とも殺され死亡した（白服の男は雇い主の名前を言おうとし、黒服の男に「プロ失格だ」と殺され、黒服の男は蝉に殺された）。
原作者・伊坂幸太郎の別の小説『グラスホッパー』の登場人物。
槿（あさがお）
「押し屋」と呼ばれる殺し屋。裏世界においても情報は少なくその存在は一種の都市伝説となっており、岩西は押し屋が「業界最高峰の殺し屋」ではないかと推測していた。人ごみの中でドゥーチェのマスターを「押す」ことにより車に轢かせて殺したが、そのことに潤也以外のその場にいた誰も気がつかなかった。「劇団」の子供達の父親でもある。
原作者・伊坂幸太郎の別の小説『グラスホッパー』とその続編にあたる『マリアビートル』の登場人物。
二人組の狙撃手
元某国軍特殊作戦部隊特級射手。令嬢に雇われてビルから犬養を狙撃するも、突然ビルが揺れ（この揺れは槿の息子、健太郎と孝次郎が起こしたもので2秒間揺らした）犬養を即死させることはできなかった。槿に転落死させられる。

### 情報屋
桃（もも）
様々な情報を提供する情報屋。その情報収集能力は岩西からも一目置かれている。体格は肥満体形だが『Waltz』ではグラマラスな美人だった。普段は「ポルノ」ショップを経営している。本人いわく「誰の味方でもない」とのことで、潤也にマスターの情報を提供後、マスターにも潤也の情報を提供している。
原作者・伊坂幸太郎の別の小説『グラスホッパー』の登場人物。
黒服の男
安藤が死ぬ直前まで彼の身辺調査をしていた謎の人物。
そのしゃべり方やイメージ、彼が仕事をすると雨が降ることから、伊坂幸太郎の別の小説『死神の精度』の主役であり、原作の『魔王』にも登場している「千葉」と思われる。

### 劇団
依頼されればその役を演じるサクラの集団のような団体。多くの役者を揃えており、団員の中には年端も行かない子供もいる。
原作者・伊坂幸太郎の別の小説『グラスホッパー』に登場する団体。
健太郎（けんたろう）
槿の息子。昆虫シールを集めるのが趣味で弟の孝次郎と一緒に集めている。背中に悪魔のような黒い羽が付いている。「バカジャナイノー!」が口癖。ゲームに強く、自分の父親（槿）を10回負かすほど。
10年後、背も大きくなり今時の若者の格好をしている。最終話で弟の孝次郎と協力することで地震を起こす能力を持ち、真の「業界最高峰」がこの兄弟であることが判明し、この事から89話のビルの揺れは彼らが起こしたものだと思われる。
原作者・伊坂幸太郎の別の小説『グラスホッパー』の登場人物。
孝次郎（こうじろう）
槿の息子。昆虫シールを集めるのが趣味で兄の健太郎と一緒に集めている。背中に天使のような白い羽が付いている。「バカジャナイノー!」が口癖。内気な性格。
10年後、背も大きくなり兄の健太郎を追い越している。今時の若者の格好をしている。最終話で兄の健太郎と協力することで地震を起こす能力を持っていることが判明、このことから89話のビルの揺れは彼らが起こしたものだと思われる。
原作者・伊坂幸太郎の別の小説『グラスホッパー』の登場人物。
槿の妻
グラスホッパーの依頼を受け、Mr.アンダーソンの信頼を落とす画策を息子二人と実行する。平時は良妻賢母だが、仕事時にはプロの顔を見せる。
原作者・伊坂幸太郎の別の小説『グラスホッパー』の登場人物。そこでの名前は「すみれ」。

### ＜令嬢＞
読み方はドイツ語で「フロイライン」。第二部から登場。薬物や臓器の密売などを行う非合法的な会社。大きな財力と権力を有する。原作者・伊坂幸太郎の別の小説『グラスホッパー』に登場する団体。
寺原（てらはら）
＜令嬢＞の社長。表向きはグラスホッパーと業務提携を結んでいるが、裏ではグラスホッパーを乗っ取ろうと画策している。息子を溺愛しており、息子が罪を犯してもことあるごとに自身の権力で揉み消している。
グラスホッパーを手中に収めるために二人組の殺し屋を雇って犬養を銃撃させるが、とどめを刺すには至らず、失敗。追い討ちを掛けるように息子を鯨に殺され絶望を味わう。鯨の雇い主である潤也に復讐心を抱くが、その間もなく潤也の雇った槿によって比与子の運転する車にはねられ死亡した。
原作者・伊坂幸太郎の別の小説『グラスホッパー』の登場人物。
寺原ジュニア
＜令嬢＞の社長である寺原の息子。下の名前は不明。モラルの欠片も持ち合わせていない超凶暴なボンボンで、遊び半分で部下や一般人を殺害する。＜令嬢＞をコケにしたとして潤也を始末しようと狙い、友人達と潤也の周りの人間を狩ろうとする。しかし、潤也の雇った蝉に三人の友人を殺され、自分も鯨の能力により自殺させられる。
原作者・伊坂幸太郎の別の小説『グラスホッパー』の登場人物。
比与子（ひよこ）
＜令嬢＞の幹部と思われる和服の女性。非常に冷酷な性格。裏社会に通じており、「押し屋」の存在も知っていた。マスターに雇われて潤也を監視していたが、マスターが槿に殺されたため、計画を変更し、潤也と島を人質にグラスホッパーを脅迫する。島を拷問し殺害するが、そのことで潤也の逆鱗に触れ、潤也が雇った蝉に部下を殺され、自身も命を狙われる。しかし、直接の実行犯ではなかったため、潤也の情けで見逃される。その後、再び潤也の命を狙うが、潤也の雇った槿の手により、自らの手で社長の寺原をひき殺してしまった。
原作者・伊坂幸太郎の別の小説『グラスホッパー』の登場人物。
＜令嬢＞の社員
＜令嬢＞の社員で比与子の部下である3人の男達。3人とも全く同じ服装、髪型をしている。冷酷かつ残忍な拷問のエキスパート。比与子いわく、「この三人を好きにさせたら、人間なんてあっという間に原型なくなる」。島を拷問した後、殺害するが、そのことで潤也の逆鱗に触れ、潤也に雇われた蝉によって全員殺される。
原作者・伊坂幸太郎の別の小説『モダンタイムス』の登場人物。

#### 関係者
社員風の男
寺原ジュニアの狩りに参加した男。詩織を400万円で落札する。殴ることに快楽を覚える模様。蝉により殺害される。
ホスト風の男
寺原ジュニアの狩りに参加した男。蜜代を395万円で落札する。切り刻むことに快楽を覚える模様。蝉により殺害される。
IT長者の男
寺原ジュニアの狩りに参加した男。満智子を650万円で落札する。体の一部を貪ることに快楽を覚える模様。蝉により殺害される。
太った男
寺原ジュニアの狩りに参加した男。蜜代の彼氏らしき男を仕方なく150万円で落札する。女を飼育することに快楽を覚えるようだが、ほかの3人に落札され仕方なく男を選ぶ。警察のお偉いさんの息子。潤也に寺原ジュニアたちの情報を流す代わりに殺されずにすむが、精神的に苦痛を受けた模様。

### 猫田市の権力者
刑事
猫田警察署の課長。街で続出する不可思議な事件に犬養が関与しているとにらんでいる。
市長
猫田市の市長。気弱。新都心計画完成のため、アンダーソングループを参入させた。暗殺されることを恐れ、蝉を護衛として雇うが、鯨と接触した後自殺している。
Mr.アンダーソン
大企業アンダーソングループの社長。猫田市の開発に着手し、そのためには強引な手段もいとわない。使えないと判断した猫田市長の殺害を2人組の殺し屋（容姿から柴と土佐と思われる）に依頼した。
第二章では猫田市からは手を引いている。息子が猫田市に出入りしていることを良く思っていない。
山本みゆき（やまもと -）
市議会議員の男。猫田市の新都心計画推進派。犬養を快く思っていなかった。鯨により自殺させられる。

## 用語解説
腹話術（ふくわじゅつ）
「自分の考えたことを他人に話させる」能力。能力を使用する際、口に手を当てているが、1話では口に手を当てずに能力を使っていることから、口に手を当てるのは必然なものではなく集中方法だと思われる。安藤は幼い頃からこの力を使うことができる。安藤が最初にこの力に気付いたのは、考えことをしていた時に、すれ違ったサラリーマン風の男性が安藤の思ったことをしゃべったからである。
一見あまり役に立たない能力に見られがちだが、集団の熱気の中心人物にその熱気を狂わせる(場を白けさせる)ことを一言でも言わせられれば、その集団を瓦解させることも可能である。また、この能力の対象者は、しゃべったことを知らない、意識をそらされる等、能力の作用中は意識がないように描写されている。しかし、使いすぎると呼吸困難に陥るという副作用がある。有効範囲は30歩（正確には30~39歩）。
原作での条件は「30歩が範囲内」「相手を見なければならない」「テレビなどでは効果がない」「人間以外は確認する方法がない」である。
空気の手（くうきのて）
額に人差し指を当てることによって「空気を固めてそれを触手のように自由自在に動かせる」力。こちらも29話で額に指をあてず能力を使用しているため、額に人差し指をあてるのは集中動作だと思われる。物をはじき飛ばすことも、破壊することもでき、使い方によっては人を押さえつけて操ることもできる。また、空気を振動させることで、相手の鼓膜を直接振動させ、声を聞かせることもできる。普段その動きは目に見えないため、人や物を操っているように見えるが、砂煙や雨の中でははっきりと「手」が見えてしまう。有効範囲は50歩圏内。
アンダーソングループ
猫田市（安藤たちの住む町）の新都心化計画を進める大企業。犬養の妨害により猫田市から撤退した。
新都心化計画
超高層ビルを数多く建設し、国内外の一流企業を積極的に誘致する一方、文化的都市計画に基づく、上質な生活が約束された最高水準の居住環境作り計画。犬養はこの計画を茶番と語っている。
マクガイバー
安藤の口癖「考えろ、考えるんだ、マクガイバー」のマクガイバー。冒険野郎マクガイバーの主人公。
岩西事務所
殺人請負の事務所。所員は岩西と蝉の二人だけ。とあるマンションの603号室である点や内装は原作の記述に一致。
ジャック・クリスピン
架空のミュージシャン。岩西は彼の言葉を好んで引用する。伊坂作品にもその名がたびたび登場する。
メイドリーナ
要がこよなく愛するキャラクター。名の通りメイドの萌え系美少女。
U－5（優午）
実は至る所に出現している。
原作者・伊坂幸太郎の別の小説、「オーデュボンの祈り」に登場するしゃべる案山子（かかし）。
喫茶店Duce（ドゥーチェ）
マスターが経営している喫茶店。二章からはグラスホッパー達や島もここで働いている。ドゥーチェとはイタリア語で指導者という意味。イタリアの独裁者、ムッソリーニがそう呼ばれていた。
クラレッタ
イタリアの独裁者、ムッソリーニの恋人であるクラーラ・ペタッチの愛称。「クラレッタのスカートの裾直し」というたとえ話の引き合いに出される。
盛岡
潤也にとって思い出の場所。岩手山があり潤也曰く「でかくて、威張ってなくて清々しい」。安藤たちは子供の頃に家族で登って鷹を見た。

## 製作秘話
2009年7月12日、名古屋造形大学公開講座スーパーレクチャー2009にて大須賀めぐみによる講義が行なわれ製作秘話などが語られた。
また2010年にもジャンプSQのインタビューを受け、そこでも製作秘話などが語られた。
- 伊坂幸太郎について大須賀は「心の広さは海レベル!」と語っている。
- 企画の段階で安藤が高校生という設定は最初から決められていた。 安藤の没案は、安藤が鬱的で一話目から隈が凄いというもの。当初は読者が入りやすいように安藤がイジメなど身近な問題を解決していく話を重ねて行く予定だったが上手く行かず、出し惜しみせずにもっと派手に安藤を巻き込ませていくことになった。
- 犬養のアレンジは大須賀案。犬養は男も女も魅了する美形にしようと担当と決めたという。
- 自警団の服は当初軍人風の予定だったが、駅員の制服を参考にしたものになった。
- 制服のズボンは資金がなく、コピックが三色しかなく、背景の空に青を使ったせいで赤しか残っていなかったため、赤になった。
- カラー原稿はコピックで下塗り→カラーコピー→コピックで塗る→カラーコピー→コピックという形式で描いている。
- 作者曰く、蝉登場辺りから読者を意識しとにかく派手にしようと思うようになり、インパクト重視の結果、蝉はパンクなデザインになった。夜中に担当編集に電話して蝉のパーカーにウサ耳を付けていいかと聞いたという（大須賀本人はそのことを覚えていなかった）。この質問に担当は「…え、何で?だって蝉だよ?兎じゃないよ?」と、答えたという。
- 担当編集が54話で安藤がマスターにむかってマンホールを投げることを提案。大須賀はマンホールは60キロはあるので無理と難色を示し自転車を代案に出すが、担当編集は自分は60キロの編集友達を投げられるとなおも主張し、他に良い案もなく安藤が素手でマンホールの蓋を投げつけるシーンが描かれた。また66話のシーンでも潤也が発砲するか否かでも担当編集と二、三日争ったという。
- 当初は本作でも原作通り安藤と犬養は最後の対決の際に邂逅する（偶然出会うこと）予定だった。
- 70話でマスターが「押し屋」（槿・あさがお）に押されるシーンについて大須賀めぐみは「マスターにはかわいそうなことしましたね」と語っている。
- 流血シーンは割と規制は無い（それどころか作中では拷問シーンがあるほどである）。
- 唇のこだわりはアシスタントが最初にやってその後、スタッフ内で流行り、定着した。安藤の写真を見て伊坂幸太郎は「笑っちゃいましたよ～」と語っている。 安藤の写真はアシスタントもノリノリだったという。
- 見開きで、ページいっぱいを「死ね」で埋めようとしたが小さな子に配慮して止められた。
- 93話の寺原が部屋に踏み入るシーンは、本当は潤也が「来いよ…」とにやりと笑う場面であったが潤也が少しでも殺人を楽しむような描写だったのでNGとなった。
- 最高峰の殺し屋は「地震の能力」は伊坂案。兄弟、地震装置、新キャラの3つの案から最終的に兄弟の能力となった。
- 詩織は最終回にも出る予定だったかページの都合上カット（彼女の出番をばっさり削ったのは担当編集）。

## 単行本
小学館〈少年サンデーコミックス〉 全10巻
1. 2007年11月16日発売 ISBN 978-4-09-121224-5
2. 2007年11月16日発売 ISBN 978-4-09-121254-2
3. 2008年02月18日発売 ISBN 978-4-09-121285-6
4. 2008年05月16日発売 ISBN 978-4-09-121388-4
5. 2008年08月11日発売 ISBN 978-4-09-121449-2
6. 2008年11月18日発売 ISBN 978-4-09-121507-9
7. 2009年02月18日発売 ISBN 978-4-09-121594-9
8. 2009年04月17日発売 ISBN 978-4-09-121897-1
9. 2009年06月18日発売 ISBN 978-4-09-122017-2
10. 2009年08月18日発売 ISBN 978-4-09-121719-6

### 廉価版
小学館〈My First BIG Special〉
1. 「騒々しい夜」2011年08月19日発売 ISBN 978-4-09-107441-6
2. 「神様のレシピ」2011年09月16日発売 ISBN 978-4-09-107466-9
3. 「業火の決意」2011年10月21日発売 ISBN 978-4-09-107484-3
4. 「消灯」2011年11月18日発売 ISBN 978-4-09-107495-9

## 舞台
舞台『魔王 JUVENILE REMIX』として、2015年4月から5月にAiiA 2.5 Theater Tokyoと新神戸オリエンタル劇場にて公演。
演劇ユニット「*pnish*」の新作公演で、脚本・演出は鈴木勝秀、主演にD-BOYSの池岡亮介を迎える。第2部「潤也編」を中心に描かれるが第1部のエピソードも盛り込まれ、役柄が統合されたり性別が変更されたりしたキャラクターも登場する。
キャスト
安藤潤也：池岡亮介
安藤：影山達也
アンダーソン：味方良介
蝉：佐野大樹（*pnish*）
岩西：細見大輔
槿：森山栄治（*pnish*）
犬養：土屋裕一（*pnish*）
スズメバチ：Ry☆（ギルティ†ハーツ、AiZe）
緒方：鷲尾昇（*pnish*）
辰美：ラサール石井